# Mancang (Selesai)
Mancang is een bestuurslaag in het regentschap Langkat van de provincie Noord-Sumatra, Indonesië. Mancang telt 3541 inwoners (volkstelling 2010).